# Parga cyanoptera
Parga cyanoptera är en insektsart som beskrevs av Boris Petrovich Uvarov 1926. Parga cyanoptera ingår i släktet Parga och familjen gräshoppor. Inga underarter finns listade i Catalogue of Life.